# Южен Ливан
Южен Ливан е губернаторство (мухафаза) в Ливан с площ 930 км2 и население 590 078 души (по приблизителна оценка от декември 2017 г.). Административен център е град Сидон.